# Alebroides toroensis
Alebroides toroensis är en insektsart som beskrevs av Matsumura 1931. Alebroides toroensis ingår i släktet Alebroides och familjen dvärgstritar. Inga underarter finns listade i Catalogue of Life.